# Бенуэ

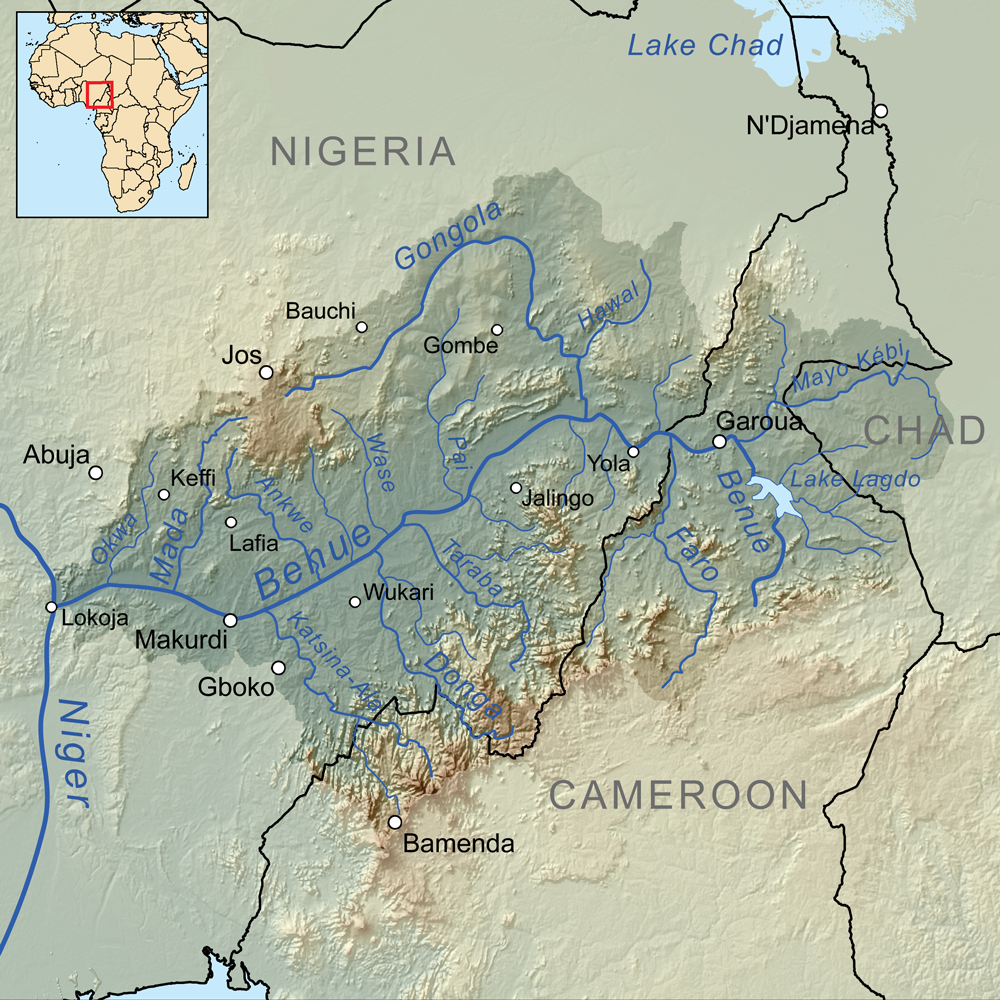
Бассейн реки Бенуэ

Бе́нуэ (на яз. банту — мать вод, фр. la Bénoué) — река в западной Африке (Камерун, Нигерия). Крупнейший левый приток реки Нигер. Длина 1400 км (по другим данным 1300 км или 960 км). Площадь водосборного бассейна — 441 тыс. км². Средний расход 3170 м³/сек. Судоходна от города Иби (в период дождей от города Гаруа). По своему характеру — равнинная река, текущая в широкой долине. Протекает по густонаселённым районам влажных саванн.
Исток реки находится на восточных склонах нагорья Камерун. Крупные притоки: Оква, Мада, Анкве, Шеманкар, Паи, Гонгола (правые) и Кацина-Ала, Донга, Темба, Фаро (левые).
Европейское открытие и исследование реки связано с братьями Ландерами — Ричардом и Джоном. В 1830 году «Африканская ассоциация» поручила Ричарду, старшему брату, стать руководителем очередной экспедиции в Западную Африку с целью исследовать реку Нигер и его притоки. Пройдя уже ранее изученным Ричардом путём от Невольничьего Берега до Бусы, британцы осуществили плавание вниз по течению Нигера. В ходе этого попутно был открыт Бенуэ, являющийся левым притоком и резко увеличивающий полноводность Нигера. После значительных трудностей и опасностей, участники сумели достичь дельты Нигера при впадение его в Гвинейский залив. Эти открытия заинтересовали британские торговые круги. В 1833 году Ричард Ландер возглавлял неудачно закончившуюся торговую экспедицию на Нигер и Бенуэ, во время которой погиб от пули туземца. В ходе этого плавания британцы сумели подняться на двух пароходах до нижнего течения Бенуэ, выше 150 км от устья. У некоторых местных народов река была известна как Чадда, что вызывало у европейцев гипотезы о том, что она каким-то образом могла относиться к бассейну озера Чад. В середине XIX века значительный вклад в изучение реки внесли Генрих Барт и Уильям Бальфур Бейки. 